# Offen (Bergen)

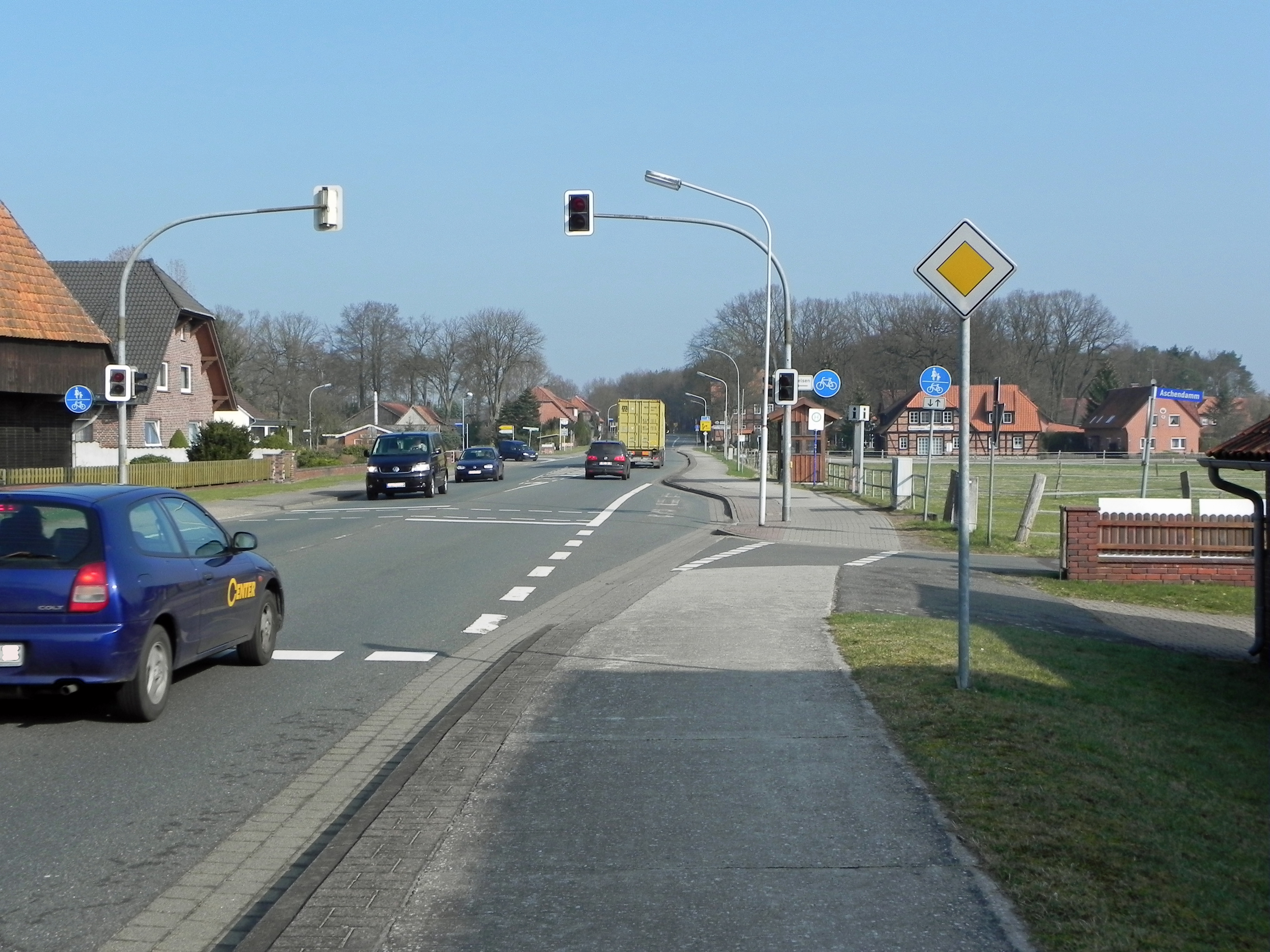
Bundesstraße 3 im Ort

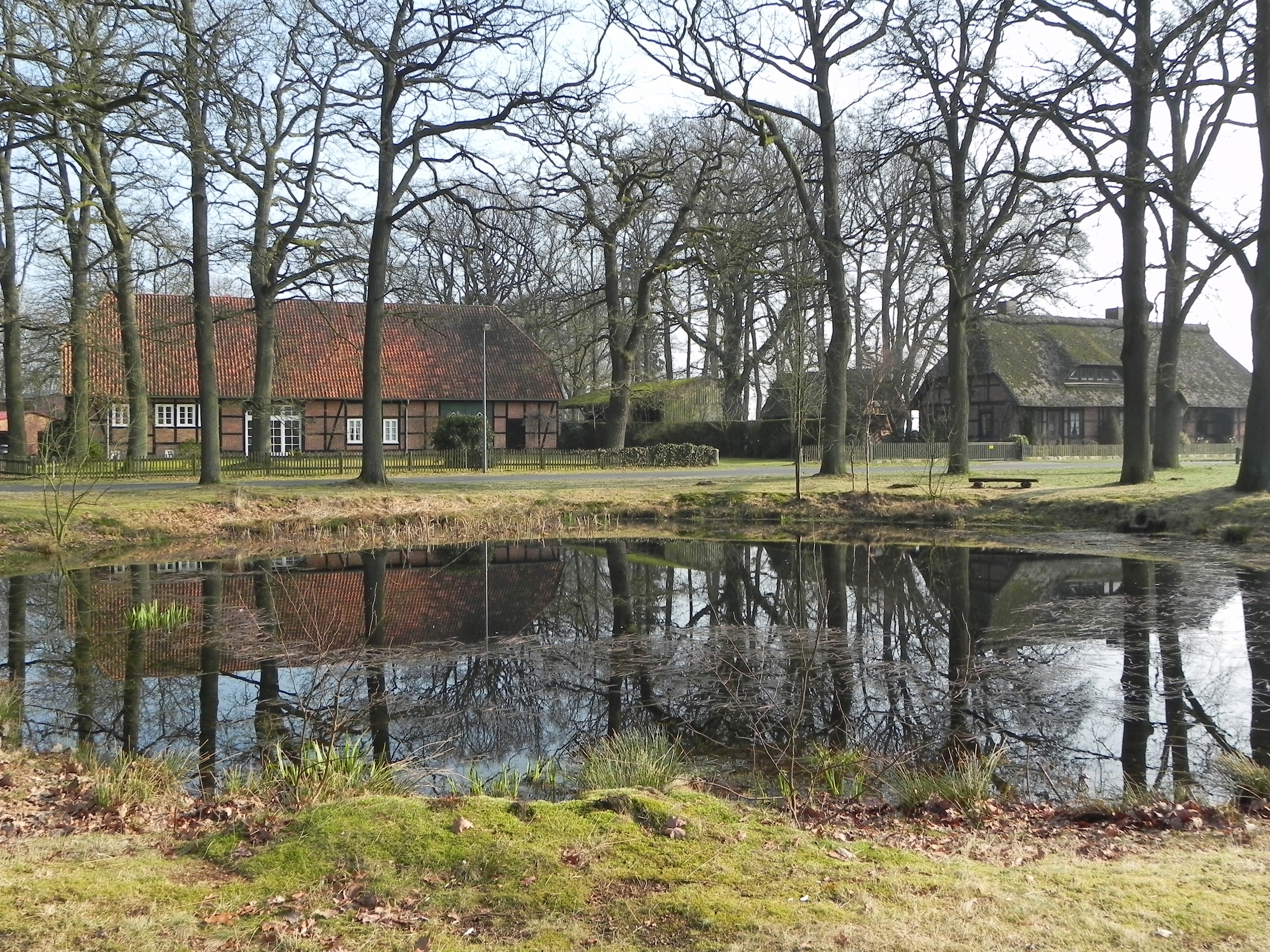
Alte Bauernhäuser am Dorfteich

Offen ist eine Ortschaft der niedersächsischen Stadt Bergen im nördlichen Landkreis Celle in der Lüneburger Heide.

## Geographie
Offen liegt 5,6 km südlich von Bergen an der Bundesstraße 3, die mitten durch den Ort führt und diesen stark dominiert. Offen hat 977 Einwohner (Stand Dezember 2022). Die Ortschaft gliedert sich in die Ortsteile Offen, Bollersen und Katensen.

## Geschichte
Offen wurde urkundlich erstmals 1336 erwähnt, Bollersen schon im Jahr 1235 und Katensen erstmals 1378. Bis ins 19. Jahrhundert bestand Offen lediglich aus 4 Hofstellen. Bedingt durch die Agrarreformen in den 30er und 40er Jahren des 19. Jahrhunderts, entstanden zahlreiche neue Abbauerstellen. Zu einem weiteren deutlichen Bevölkerungsanstieg kam es nach dem Zweiten Weltkrieg, als insbesondere durch den Zuzug Vertriebener die Einwohnerzahl von 348 im Jahre 1948 auf 857 im Jahre 1967 anstieg.
Am 1. Februar 1971 wurde Offen in die Stadt Bergen eingegliedert.

## Politik

### Ortsrat
Seit 1971 ist Offen eine Ortschaft der Stadt Bergen. Vertreten wird Offen durch den Ortsrat und den Ortsbürgermeister. Der Ortsrat hat Entscheidungskompetenzen für die in der Ortschaft gelegenen öffentlichen Einrichtungen, ist zuständig für die Förderung der Ortsbildpflege und des Vereinslebens und muss von der Stadt Bergen bei allen die Ortschaft betreffenden Belangen gehört werden. Er setzt sich aus fünf gewählten Vertretern, den aus Offen stammenden Mitgliedern des Gemeinderates Bergen, sowie dem Bürgermeister der Stadt Bergen zusammen. 
Bei der Kommunalwahl 2021 ergab sich folgende Sitzverteilung:
- Bürgerliste Offen, Bollersen, Katensen (BOBK): 4 Sitze
- SPD: 1 Sitz

### Ortsbürgermeister
Der Ortsrat wählt den Ortsbürgermeister, Amtsinhaber ist Cord Otte.

## Kultur und Sehenswürdigkeiten
Der alte Ortskern besitzt noch einige alte Bauernhöfe, großteils unter hohen alten Eichenbäumen. 

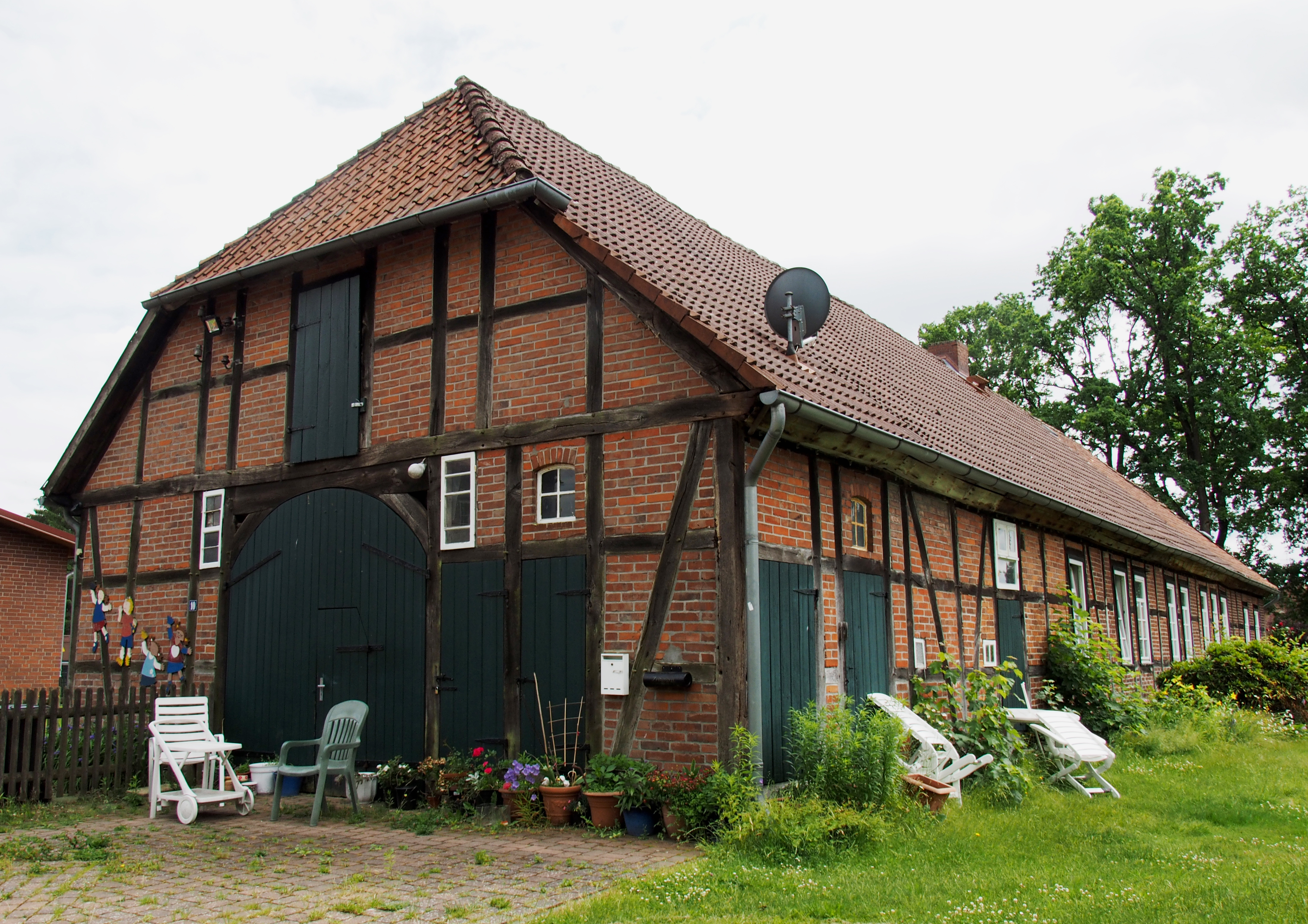
Ehemalige Schule in Offen
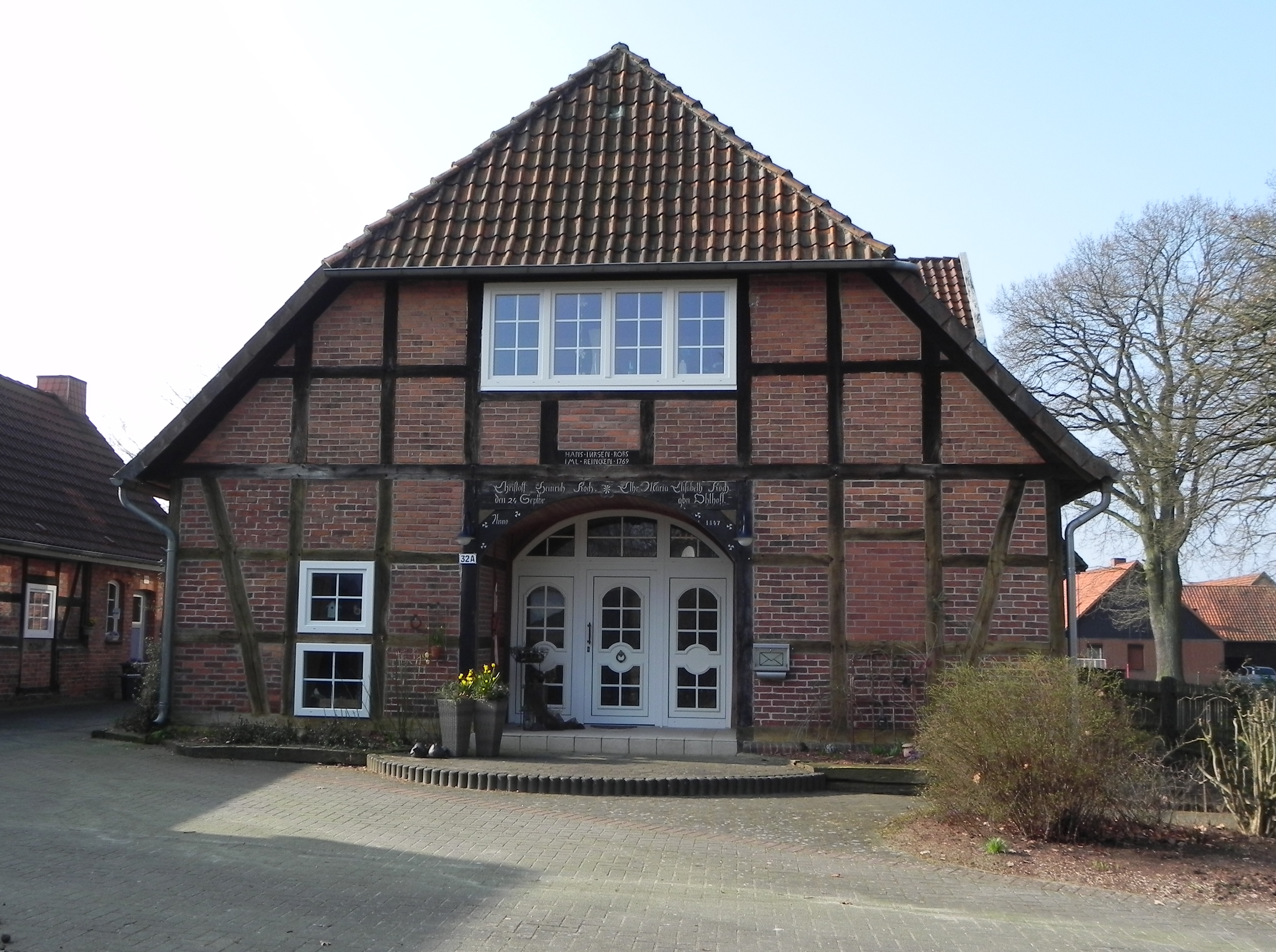
Offen, Fachwerkhaus ursprünglich 1769
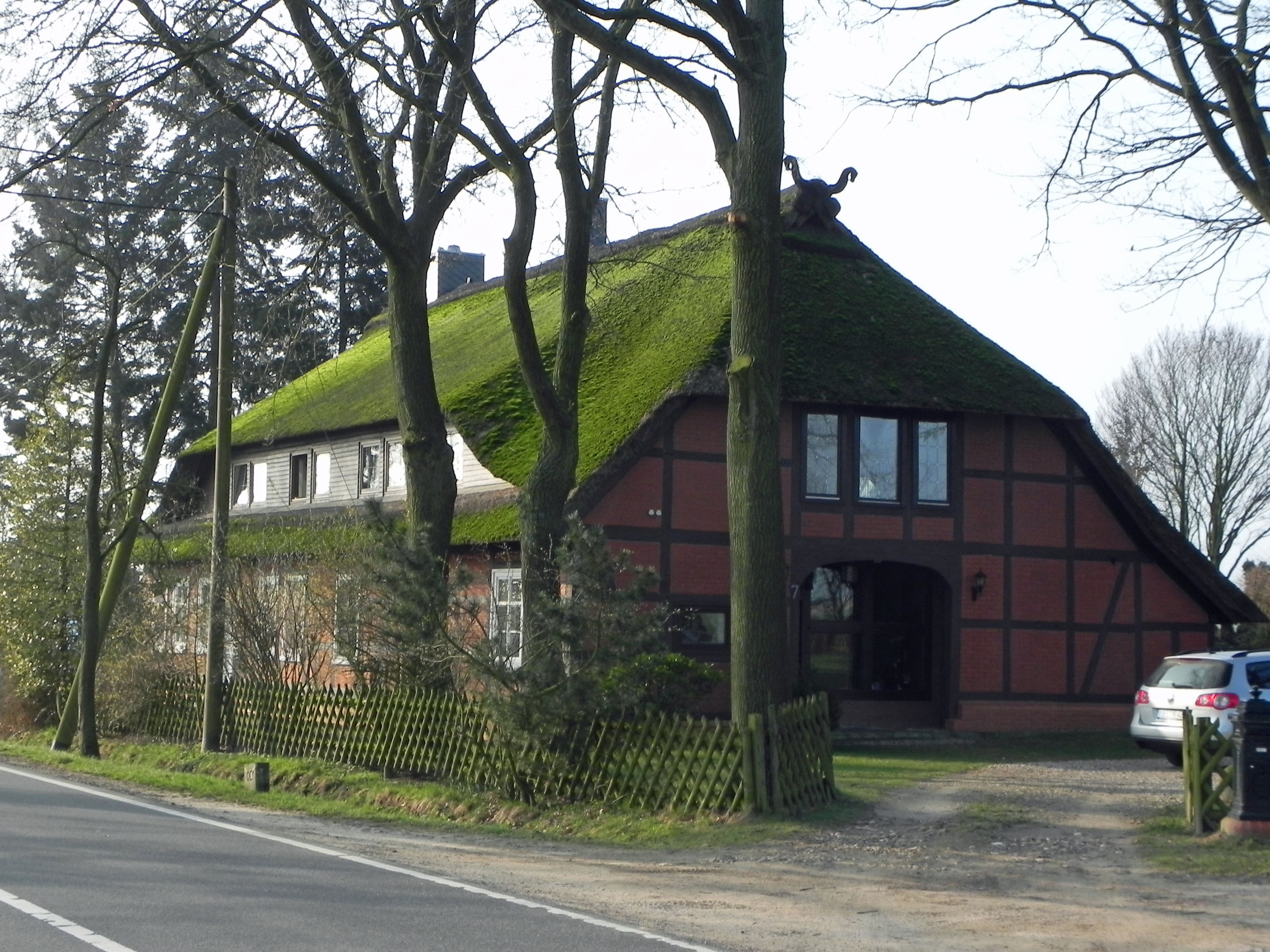
Katensen, reetgedecktes Fachwerkhaus von 1898
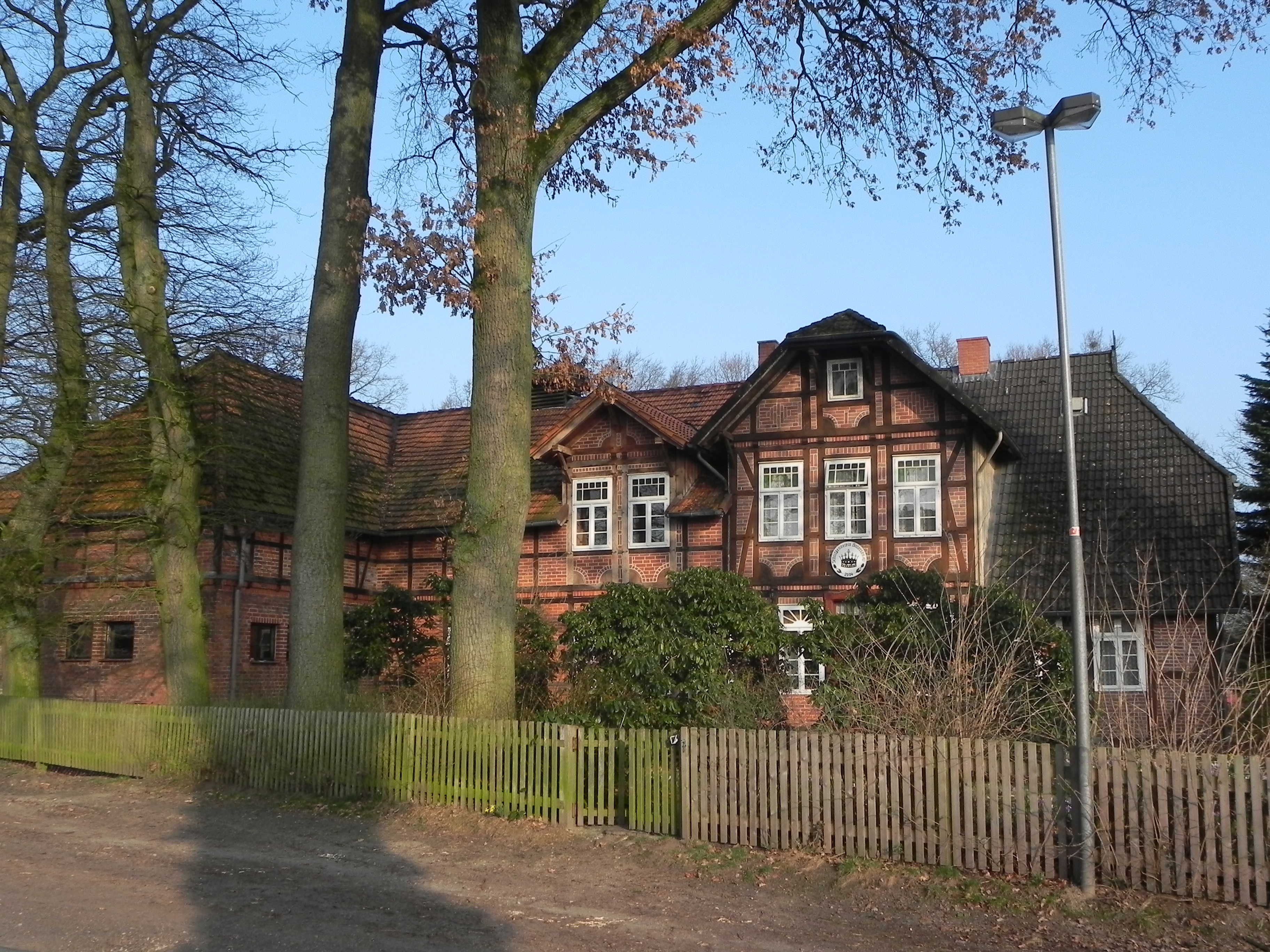
Bollersen, Bauernhaus in Fachwerk

### Baudenkmäler
Siehe Baudenkmale in Offen